# Matti Klinga
Matti Klinga (Helsinki, 10 dicembre 1994) è un calciatore finlandese, centrocampista del Reipas Lahti.

## Carriera

### Club
Ha giocato nella prima divisione finlandese.

### Nazionale
Ha militato nelle nazionali giovanili finlandesi Under-17, Under-19 ed Under-21.

## Palmarès

### Club

#### Competizioni nazionali
- Coppa di Finlandia: 1

SJK: 2016
- Liigacup: 2

Lahti: 2013
HJK: 2015